# Certhilauda subcoronata
Cotovia-namaqua ou cotovia-de-bico-comprido-do-carru (Certhilauda subcoronata) é uma espécie de ave da família Alaudidae.
Pode ser encontrada nos seguintes países: Namíbia e África do Sul.
Os seus habitats naturais são: matagal árido tropical ou subtropical.